# Gwar
Gwar (a menudo estilizado como GWAR) es una banda estadounidense de thrash metal formada en Richmond, Virginia, en 1984 y compuesta por una cambiante formación de músicos y cineastas conocidos colectivamente como Slave Pit Inc.
El grupo es fácilmente identificable por sus distintivos disfraces grotescos y su concepto temático y visual orientado hacia la ciencia ficción. Sus integrantes se caracterizan como bárbaros guerreros interplanetarios y así han aparecido en las portadas de sus álbumes, en sus actuaciones y en los medios de comunicación. Por su parte, sus letras se caracterizan por hablar de violencia, sexo, humor escatológico y de sátira política. Gwar consiguió notoriedad por sus controvertidos y violentos conciertos donde su público es rociado con sangre falsa, lo que ha llevado a los medios a clasificarlo como un grupo de shock rock.
La banda gozó de una breve notoriedad mainstream durante la primera mitad de la década de 1990 gracias a sus apariciones en talk shows y la retransmisión de sus vídeos musicales en el canal MTV. Sin embargo, su popularidad decayó a finales de dicha década, aunque ha conservado a un dedicado grupo de seguidores de culto. Desde su formación, Gwar ha publicado catorce álbumes de estudio, uno en directo y numerosos sencillos entre otros lanzamientos. Durante su trayectoria, la agrupación ha conseguido dos nominaciones a los premios Grammy y ha vendido más de 820 000 copias sólo en Estados Unidos hasta 2014.
A pesar de la muerte de Dave Brockie, vocalista y miembro fundador, la agrupación continuó con su carrera y en la actualidad su formación está compuesta por el guitarrista rítmico Balsac the Jaws of Death (Mike Derks), el batería Jizmak Da Gusha (Brad Roberts), el bajista Beefcake the Mighty (Casey Orr), el guitarrista líder Pustulus Maximus (Brent Purgason) el cantante Blothar (Mike Bishop) y los coristas Sawborg Destructo (Matt Maguire) y BoneSnapper (Bob Gorman).

## Historia

### Primeros años yHell-O(1984-1989)
Gwar es el resultado de dos proyectos separados, posteriormente combinados en uno. Dave Brockie era el vocalista y bajista de la banda de punk Death Piggy, que frecuentemente realizaba actuaciones en las que ridiculizaba su propia música. La banda solía ensayar en Richmond Dairy, una planta embotelladora abandonada, ocupada por un grupo de hippies que la alquilaban a varios artistas y músicos. En la planta, los integrantes de Death Piggy conocieron a Hunter Jackson y a Chuck Varga, ambos estudiantes de la Virginia Commonwealth University que habían creado el colectivo Slave Pit Inc. con la intención de rodar un largometraje, Scumdogs of the Universe. Death Piggy y los dos intérpretes decidieron formar un nuevo proyecto musical, caracterizados como guerreros bárbaros espaciales, y en el que utilizaron los trajes realizados para Scumdogs of the Universe. Este nuevo proyecto se llamó Gwaaarrrgghhlllgh y centró la atención de sus músicos tras la buena recepción de sus actuaciones por parte del público y por problemas en Death Piggy; su batería, Sean Sumner, permaneció un año en prisión por intento de asesinato. Tras dos conciertos, el grupo redujo su nombre a únicamente Gwar.
La primera formación conocida de Gwar estaba integrada por Brockie (guitarra), Johnny Slutman (voz), Steve Douglas (guitarra), Chris Bopst (bajo) y Sean Sumner (batería). Sin embargo, esta formación pronto sufrió cambios y Johnny Slutman fue reemplazado por Joey Slutman. Este último, tras grabar una maqueta, abandonó el grupo y le reemplazó el propio Brockie. La banda también se interesó en contratar como batería a Dave Grohl, pero este finalmente de decantó por otro grupo local, Scream. Con el paso del tiempo, los músicos comenzaron a utilizar nombres falsos, y en 1987, tras nuevos cambios; el grupo quedó establecido por el vocalista Oderus Urungus (Brockie), el guitarrista Balsac the Jaws of Death (Douglas), el batería Nippleus Erectus (Rob Mosby), el bajista Beefcake the Mighty (Mike Bishop), el guitarrista Flattus Maximus (Dewey Rowell) y el vocalista adicional Techno Destructo (Hunter Jackson).
En 1988 salió a la venta su álbum debut, Hell-O, editado a través de la discográfica Shimmy Disc. Steve Douglas dejó la agrupación ese mismo año y le reemplazó el actual guitarrista, Mike Derks quien siguió utilizando el personaje de su antecesor, Balsac the Jaws of Death. Rob Mosby también dejó el grupo y tras ser sustituido por varios músicos, su puesto lo ocupó el actual batería, Brad Roberts, caracterizado como Jizmak Da Gusha.

### Scumdogs of the Universe(1990-1991)
Con una formación estable, Gwar grabó su segundo álbum de estudio, Scumdogs of the Universe. El disco, producido por Al Jourgensen (vocalista de Ministry) y publicado en enero de 1990 a través de la discográfica Master Records, es un trabajo conceptual sobre el terrorífico reinado de la banda sobre el planeta Tierra. Scumdogs of the Universe obtuvo buenas reseñas por parte de la crítica y según el Chicago Tribune es «uno de los mejores álbumes de rock cómico». Además de las buenas reseñas, es el álbum con mejores ventas de la carrera del grupo. La recepción del disco permitió a Gwar aumentar su presupuesto para sus actuaciones y llamó la atención del sello Metal Blade Records, con el cual firmó un contrato. En octubre de ese mismo año, la agrupación puso a la venta su primer VHS, Live from Antarctica, aunque el año anterior había grabado el vídeo Rawgwar y que fue distribuido de manera independiente. Dave Brockie se vio en problemas cuando tras una actuación fue detenido por la policía por obscenidad y cerca estuvo de ser deportado a Canadá, su país de origen; por este motivo el grupo tuvo prohibido actuar en Carolina del Norte por un año. Al año siguiente, Gwar hizo una breve aparición en la comedia Cita misteriosa, protagonizada por Ethan Hawke. Mike Derks tuvo que ausentarse en su primera gira europea debido al nacimiento de su hija, de modo que Barry Ward (guitarrista de Rich Kids on LSD) ocupó su posición como Balsac the Jaws of Death. La banda hizo una audición para la discográfica Relativity Records con la intención de firmar un contrato, no obstante, esto no sucedió debido a que la corista Slymenstra Hymen menstruó sangre falsa en uno de los sofás de la oficina de la compañía.

### America Must Be Destroyed(1992-1993)
Antes de comenzar la grabación de su tercer álbum, el guitarrista Dewey Rowell abandonó el grupo y los restantes miembros tuvieron que entrar en el estudio sin un reemplazo. Una vez terminado el disco, ingresó Pete Lee, al igual que su antecesor caracterizado como Flattus Maximus. En marzo de 1992 salió a la venta su tercer trabajo de estudio, America Must Be Destroyed, que sería el primero en entrar en las listas estadounidenses, donde alcanzó el puesto 177 del Billboard 200 y el sexto del Top Heatseekers. En mayo fue publicado el VHS Phallus in Wonderland, un largometraje que documenta el concepto ficticio de la banda y que incluye varios vídeos musicales. Phallus in Wonderland llegó a la decimosexta posición de la lista de vídeos musicales de Billboard y consiguió una nominación al premio Grammy en la categoría de mejor vídeo musical de formato largo. En octubre salió a la venta el EP The Road Behind, compuesto por dos nuevos temas y canciones interpretadas en directo en Montreal.

### This Toilet EarthyRagnarök(1994-1996)
Tras la notoriedad conseguida gracias a America Must Be Destroyed y Phallus in Wonderland, Gwar llamó la atención de Warner Bros. Records que le ofreció un contrato para grabar un nuevo disco y una nueva película. El grupo terminó ambos proyectos a finales de 1993, sin embargo, al mostrar el álbum a la discográfica ésta demostró su disgusto ante el tema «B.D.F.», debido a las referencias a la sodomía, la violación y la pedofilia. La banda reveló que no suprimiría la canción, lo que supuso el fin del contrato y el regreso a Metal Blade. El disco, publicado en marzo de 1994 bajo el título This Toilet Earth, fue editado con «B.D.F.», aunque esta pista sería suprimida en posteriores reediciones. Durante la grabación, el guitarrista Pete Lee recibió un disparo en el estómago de un ladrón, que le obligó a tener que utilizar una bolsa de colostomía. This Toilet Earth no tuvo el éxito que su antecesor y únicamente se posicionó en el puesto treinta y dos del Top Heatseekers. Tras su lanzamiento, el bajista Mike Bishop dejó la formación y el puesto de Beefcake the Mighty lo ocupó Casey Orr.
En 1995, los integrantes del grupo formaron un proyecto de crossover thrash llamado X-Cops y que publicó un álbum de estudio. En octubre, Gwar lanzó al mercado su quinto trabajo de larga duración, Ragnarök, cuyas canciones fueron descritas por Allmusic como «repetitivas, trilladas, aburridas y estúpidas», y que no tuvo impacto en las listas. Al año siguiente, la banda consiguió su segunda nominación a los premios Grammy, esta vez en la categoría de mejor interpretación de metal gracias al tema «S.F.W.», incluido en la banda sonora de la película homónima protagonizada por Stephen Dorff y Reese Witherspoon. La agrupación también apareció en otro largometraje, Empire Records, interpretada por Renée Zellweger y Anthony LaPaglia.

### Carnival of Chaos(1997-1998)

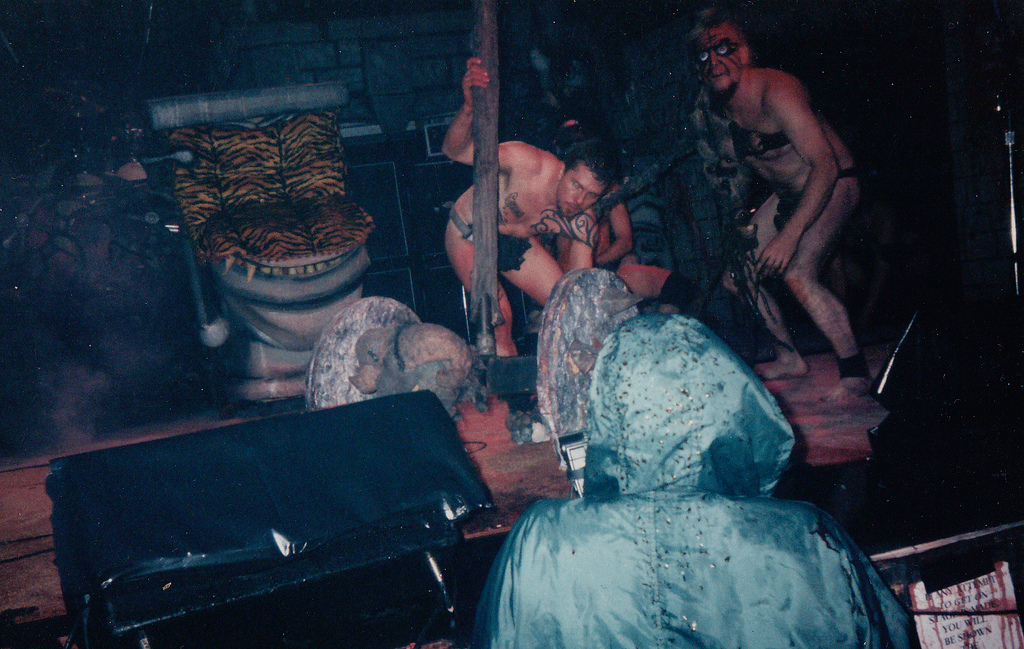
Ambientación de un concierto de Gwar en 1998.

En marzo de 1997, la banda publicó Carnival of Chaos, que según el sitio web Allmusic muestra al grupo «en su mejor momento». El álbum, además de su característico heavy metal, muestra otros estilos como hard rock, jazz o country, y se situó en el puesto veinticuatro del Top Heatseekers. Ese año, algunos integrantes aparecieron en un episodio de The Jerry Springer Show dedicado al shock rock. Como venía siendo habitual, poco después del lanzamiento del álbum, salió a la venta el VHS Rendezvous with Ragnarok, que alcanzó la decimoséptima posición de la lista de vídeos musicales de Billboard. Ese mismo año, el bajista Casey Orr y el guitarrista Pete Lee abandonaron el conjunto y fueron reemplazados por Mike Bishop y Tim Harriss, ambos ex componentes de Gwar y que volvieron a caracterizarse como Beefcake the Mighty y Flattus Maximus.

### We Kill EverythingyViolence Has Arrived(1999-2002)

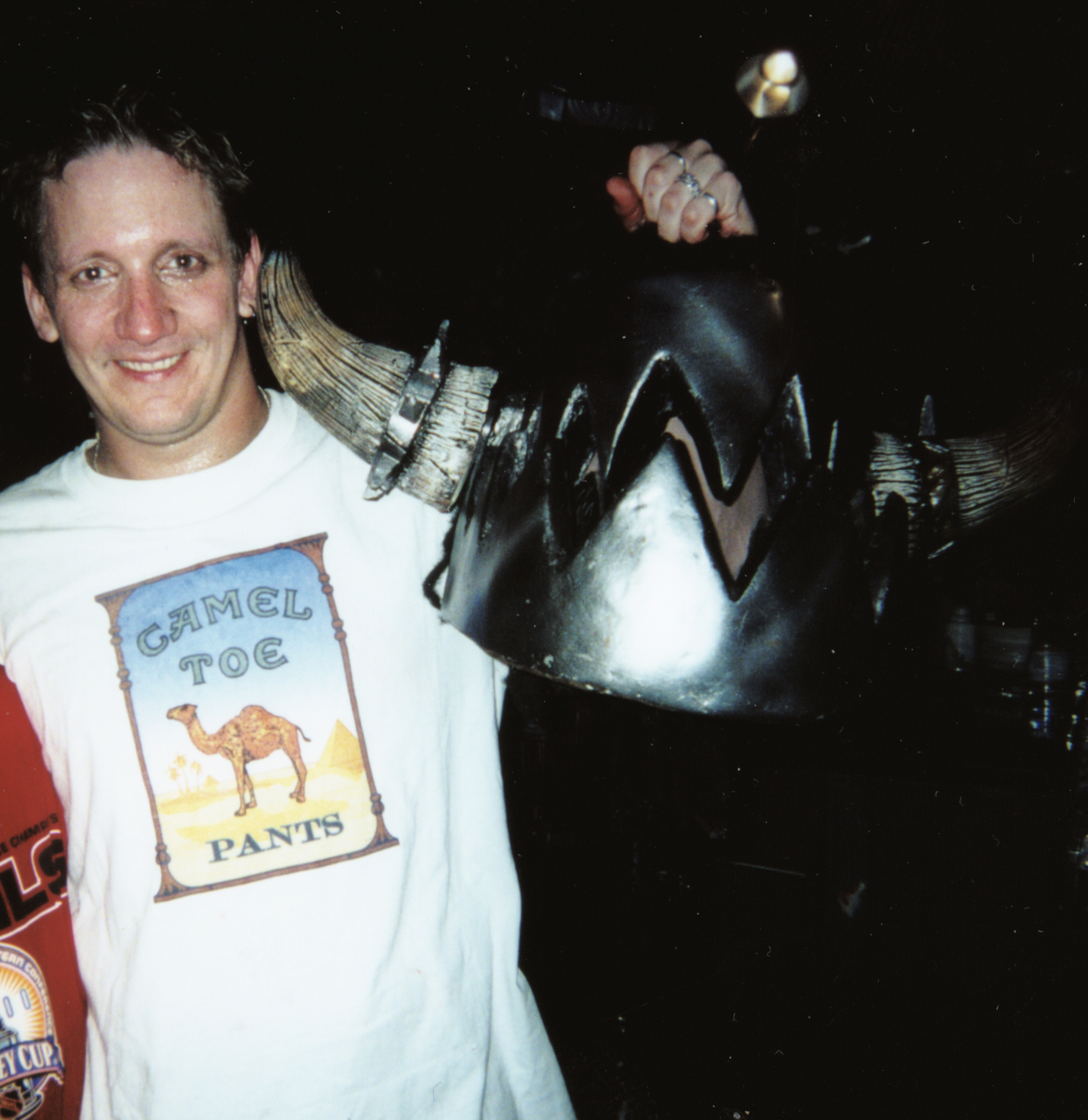
Mike Derks sujetando la cabeza de Balsac the Jaws of Death, en marzo de 2002.

We Kill Everything fue lanzado en abril de 1999 y alcanzó el mismo puesto que su antecesor en el Top Heatseekers. El álbum, orientado hacia el punk rock, fue un punto de inflexión en la carrera de la banda, que decidió prescindir de los caracteres secundarios (como Sexocutioner o Sleazy P. Martini) y centrarse en los miembros directamente relacionados con la música. El vocalista Dave Brockie calificó al disco como «un error» y sus temas rara vez son interpretados en directo. Poco después, Casey Orr regresó como bajista y el guitarrista Zach Blair ingresó como nuevo Flattus Maximus.
En noviembre de 2001 fue publicado Violence Has Arrived, un álbum «menos punk y más metal que su antecesor». A pesar del regreso a dicho género, el disco sólo llegó a la posición cuarenta y seis del Top Heatseekers y a la treinta y tres del Independent Albums. Al año siguiente volvieron a sucederse cambios en la formación; Casey Orr fue reemplazado por el bajista Todd Evans y Zach Blair por el guitarrista Cory Smoot.

### War Party(2003-2005)

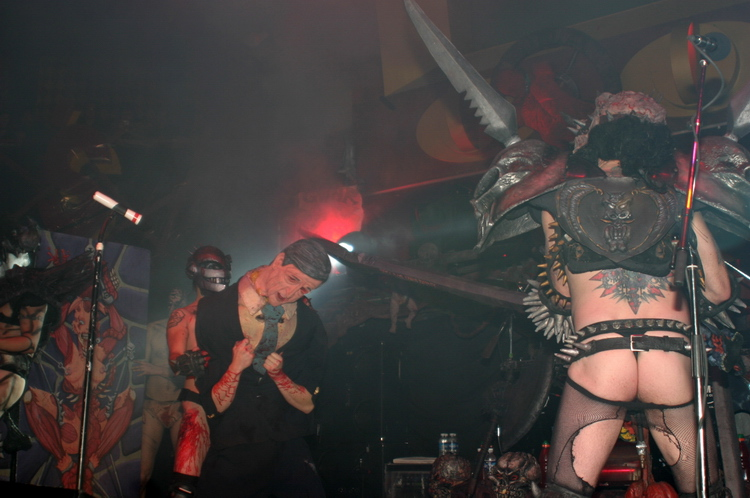
Gwar actuando en Edmonton en noviembre de 2004.

Tras una relación de más de diez años, Gwar rompió su contrato con Metal Blade para firmar con la discográfica independiente DRT Entertainment. Según Dave Brockie el motivo se debió a la pésima distribución de sus álbumes a nivel mundial y su negativa a financiar a «otras bandas de mierda» del sello. War Party, lanzado en octubre de 2004, fue su primer trabajo con su nueva compañía y únicamente se situó en el número cuarenta y tres del Independent Albums tras la venta de poco más 2 400 copias en su primera semana. Ese mismo año, los temas «The Private Pain of Techno Destructo» y «Gor-Gor» aparecieron en el capítulo Operation: F.O.O.D.F.I.T.E. de la serie animada Codename: Kids Next Door. La propia banda modificó las letras de las canciones para el episodio.
Tras más de veinte años de carrera, en mayo de 2005 Gwar publicó su primer álbum en directo, Live from Mt. Fuji; aunque anteriormente habían distribuido de manera independiente grabaciones de sus conciertos. A pesar de su título no fue grabado en Japón, sino en Pittsburgh, Pensilvania.

### Beyond Hell(2006-2007)

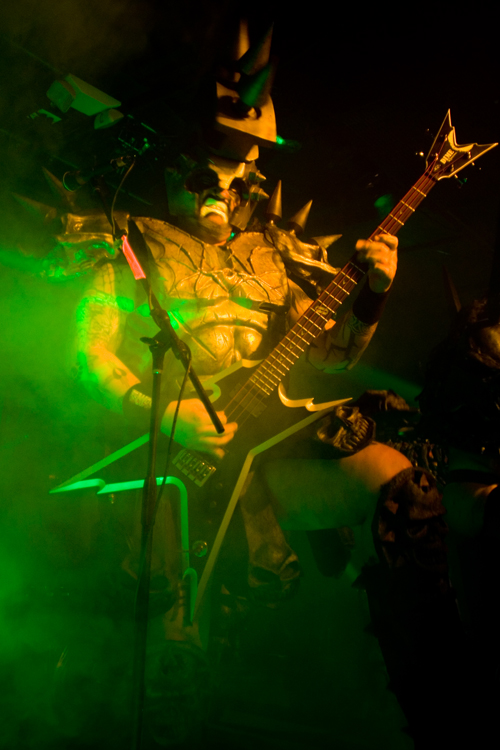
Beefcake the Mighty durante un concierto en septiembre de 2007.

En marzo de 2006, el grupo comenzó la grabación de un nuevo álbum en el estudio del guitarrista Cory Smoot bajo la producción de Devin Townsend, integrante de Strapping Young Lad. El disco, titulado Beyond Hell, es un trabajo conceptual sobre el ataque de un papa nazi a la fortaleza antártica de los personajes. La pista que cierra Beyond Hell es una versión del tema de Alice Cooper «School's Out», cuyo vídeo musical fue estrenado en el programa Headbanger's Ball de MTV. El álbum vendió cuatro mil copias en su primera semana en los Estados Unidos y se situó en el noveno puesto del Top Heatseekers y el decimoséptimo del Independent Albums.
El verano de ese año, la banda se embarcó en la gira norteamericana Sounds of the Underground junto a In Flames, Trivium y Cannibal Corpse entre otras, y publicó el DVD Bloodbath and Beyond, que incluye vídeos y música de sus veinte años de carrera.

### Lust in Space(2008-2009)

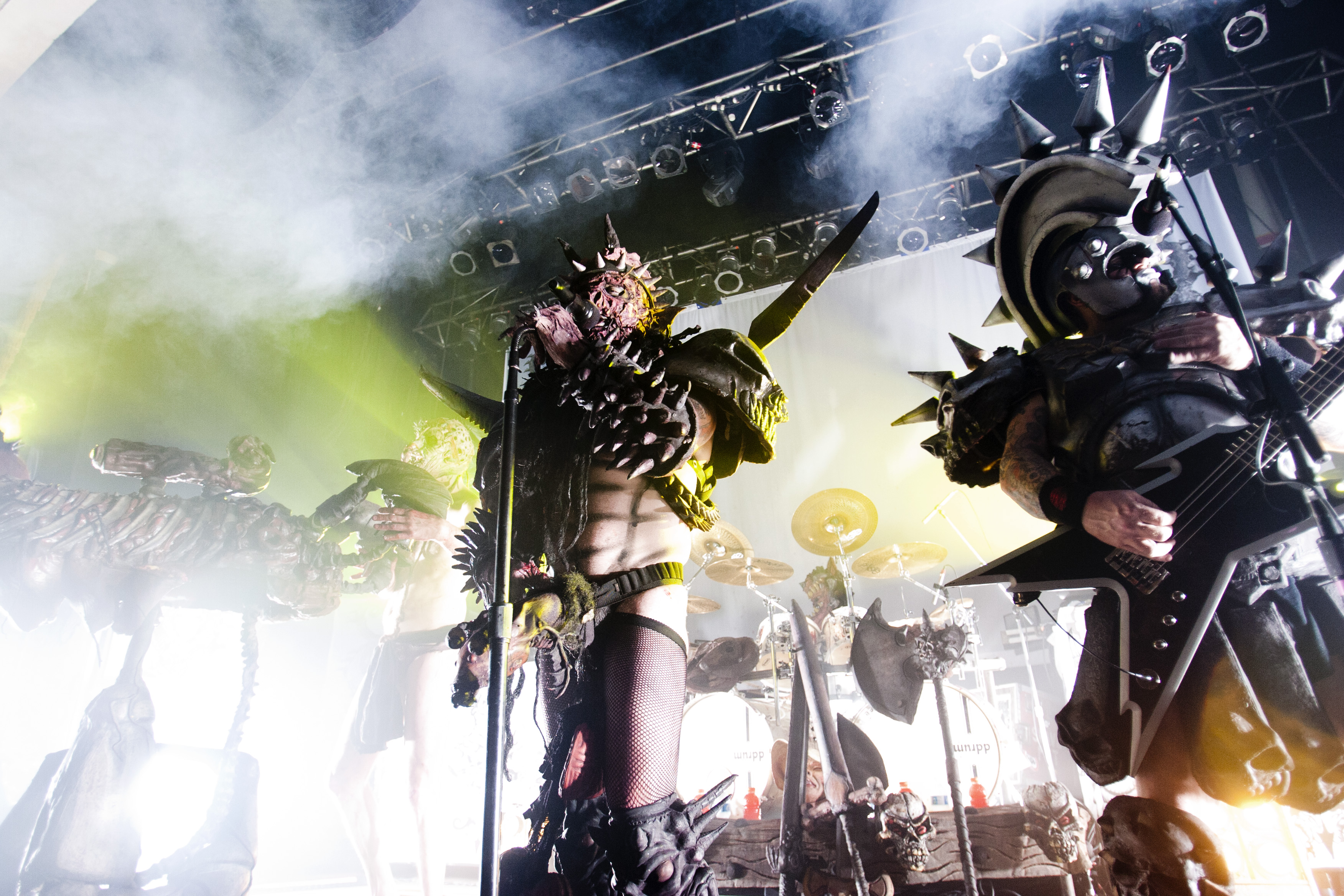
Gwar actuando en Toronto, en diciembre de 2008.

Tras más de cinco años en el grupo, en abril de 2008 el bajista Todd Evans anunció su salida y fue reemplazado por su antecesor, Casey Orr, que ya le había suplido durante la gira europea del año anterior. Al año siguiente Gwar anunció la firma de un nuevo contrato con su antigua discográfica, Metal Blade Records, y un acuerdo con AFM Records para la distribución de sus discos en Europa. En agosto salió a la venta su undécimo trabajo de estudio, Lust in Space, que alcanzó la posición noventa y seis del Billboard 200; la mejor en la carrera del conjunto. Su portada es una parodia de la del álbum de Kiss Love Gun. Tras su publicación, la banda realizó una gira norteamericana con Lamb of God y Job for a Cowboy. A finales de año, fue lanzada una edición limitada del sencillo «Stripper Christmas Summer Weekend», grabado durante las sesiones de Lust in Space, pero que finalmente no fue incluido en el disco. La canción es un villancico que relata la violación de Santa Claus.

### Bloody Pit of Horror(2010-2011)

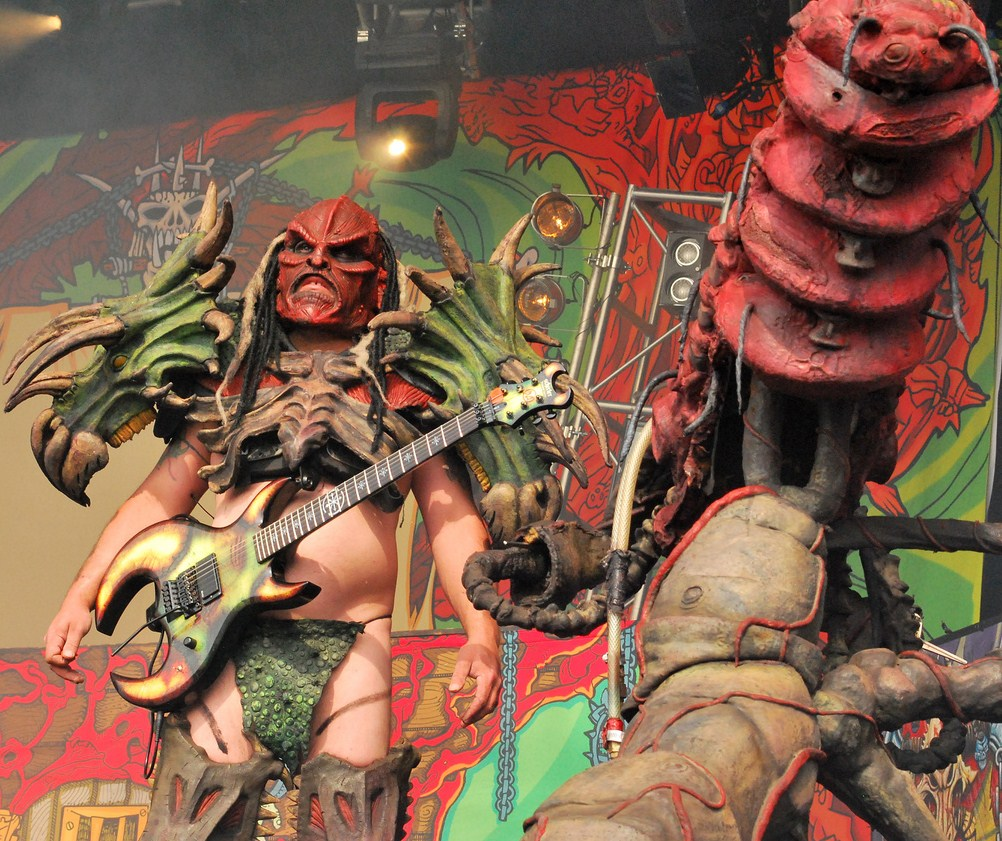
Flattus Maximus durante el concierto realizado en el Bloodstock Open Air de 2010.

En agosto de 2010 Gwar realizó una gira europea de la cual la mayoría de las fechas tuvo lugar en Alemania. Ese verano salió a la venta el DVD Lust In Space - Live At The National, que incluye su actuación en el teatro nacional de Richmond y un documental sobre la historia del conjunto. Por esas fechas, el grupo aprovechó para desvelar que se encontraba trabajando en un nuevo álbum de estudio. El trabajo resultante fue Bloody Pit of Horror, publicado en noviembre y que, aunque no logró situarse en el Billboard, ni vender las mismas copias que su antecesor, si se situó en el puesto diecinueve de la lista Hard Rock Albums y la veintinueve del Independent Albums. El disco incluye un tributo al fallecido vocalista de Type O Negative, Peter Steele.
En 2011 el bajista Casey Orr volvió a abandonar el grupo, esta vez para concentrarse en otros proyectos, y le suplió Jamison Land. El 3 de noviembre, el guitarrista Cory Smoot apareció muerto tras sufrir una trombosis en la arteria coronaria después de un concierto en Minneapolis, perteneciente a la gira Return Of The World Maggot. A pesar del fallecimiento de Smoot, Gwar realizó su siguiente actuación de la gira, y que tuvo lugar en Edmonton. En reconocimiento a su memoria, el grupo decidió retirar el personaje Flattus Maximus y actuar durante unas meses como un cuarteto.

### Battle Maximus(2012-2016)

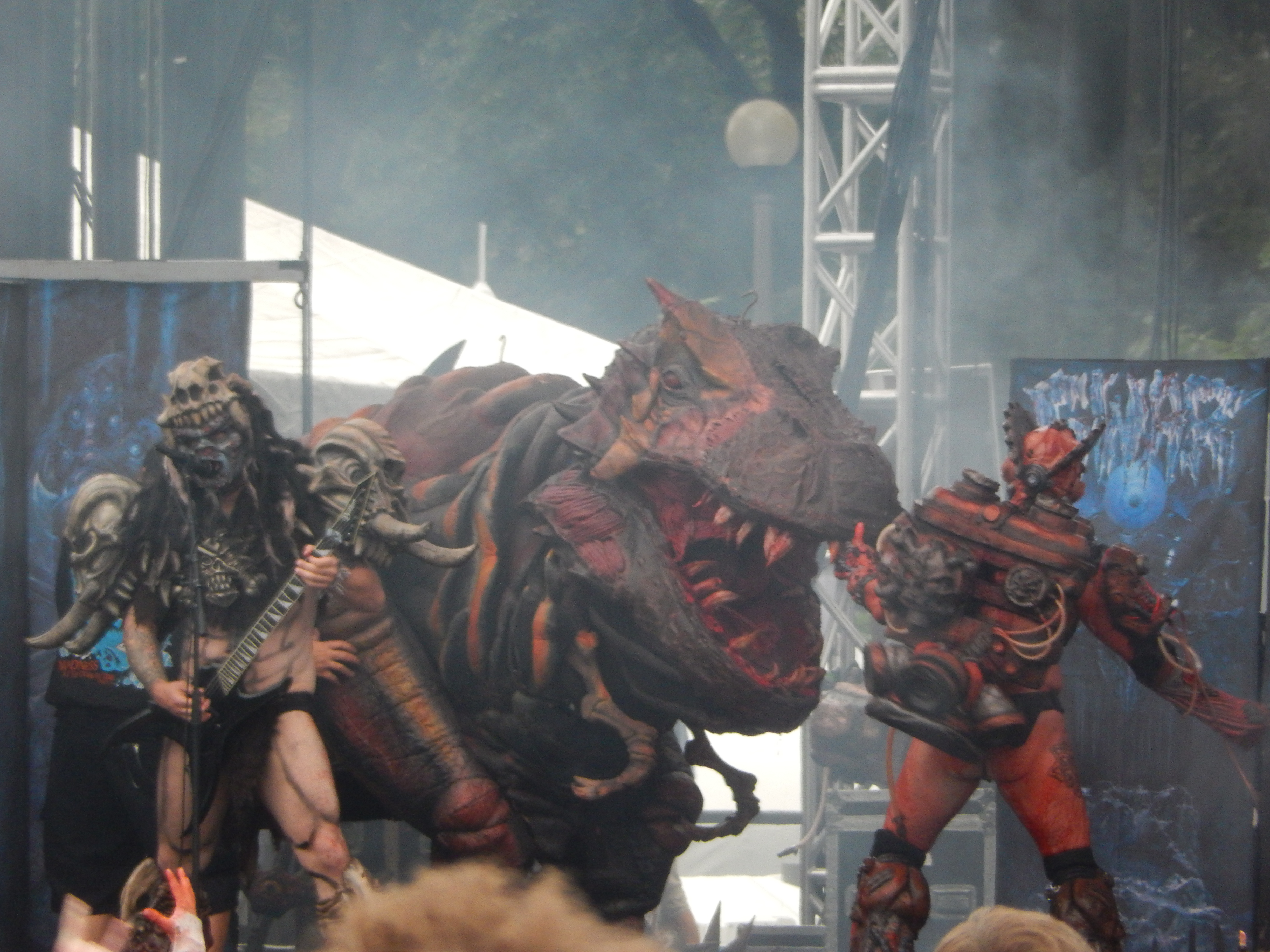
Pustulus Maximus y Sawborg Destructo durante un concierto de Gwar en el Riot Fest de 2014.

Tras realizar varios homenajes a su guitarrista, en marzo de 2012 la banda comenzó la grabación de su decimotercero trabajo de estudio. El elegido para reemplazar a Smoot fue Brent Purgason, miembro de Cannabis Corpse, que adoptó la identidad de Pustulus Maximus; un primo de Flattus según la historia ficticia de Gwar. El álbum fue publicado en septiembre de 2013 bajo el título Battle Maximus y se situó en la posición 109 del Billboard 200 y en la séptima del Hard Rock Albums. Además de Purgason, el disco cuenta con la colaboración de guitarristas invitados como Zach Blair (Rise Against), Ol Drake (Evile) y Mark Morton (Lamb of God). La edición europea incluye también una versión del tema de Kansas «Carry On Wayward Son».
El 23 de marzo de 2014, Dave Brockie, vocalista y único miembro original que permanecía en el grupo; fue encontrado muerto en su apartamento víctima de una sobredosis de heroína. Para reconocer el legado de su cantante, en agosto la agrupación realizó un funeral vikingo y actuó en directo en el Gwar-B-Q, un festival anual creado por la propia banda. El sustituto de Brockie fue el exbajista Mike Bishop, que asumió la personalidad de Blothar. El evento en el Gwar-B-Q no fue un acto esporádico, ya que el conjunto anunció una gira norteamericana a finales de año junto a Decapitated y Corrosion of Conformity. Posteriormente también fueron anunciados como miembros oficiales la vocalista Vulvatron (Kim Dylla), y los personajes secundarios BoneSnapper y Sawborg Destructo. En mayo de 2015, el grupo reveló que Dylla ya no era integrante de la formación.

### The Blood of Gods(2017-actualidad)
El 20 de octubre de 2017 salió a la venta su primer álbum sin Brockie, The Blood of Gods, aunque a diferencia de su antecesor no logró entrar en el Billboard 200. Jamison Land sería el siguiente en abandonar la formación debido a que quería pasar más tiempo con su familia, de modo que Casey Orr regresó para volver a ocupar el papel de Beefcake the Mighty.

## Concepto

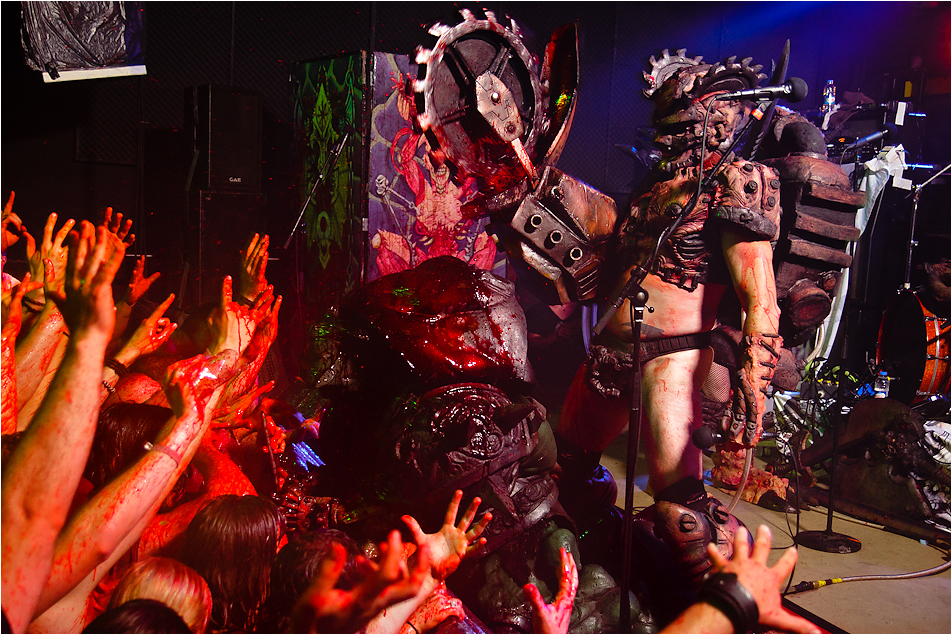
Sawborg Destructo, uno de los personajes secundarios, ante un público rociado de sangre falsa.

La historia ficticia de la banda está fuertemente influenciada por los libros de H.P. Lovecraft, y retrata a sus integrantes como un grupo de élite de guerreros extraterrestres denominados Scumdogs of the Universe y creados por un ser superior calificado como El Maestro. Por sus crímenes en todo el universo fueron desterrados a La Tierra donde practicaron la zoofilia, lo que originó a la raza humana. El Maestro quedó descontento con las creaciones del grupo y decidió congelarlo en la Antártida durante millones de años. Sin embargo, un agujero en la capa de ozono provocó el deshielo y por tanto su liberación. El magnate musical Sleazy P. Martini, que estaba huyendo de hacienda, descubrió a los guerreros, les enseñó a tocar sus respectivos instrumentos y tras llevárselos a Estados Unidos formó con ellos Gwar.
Aunque los integrantes de la banda han cambiado con frecuencia a lo largo de su fundación no ha sucedido lo mismo con sus personajes y algunos de ellos han sido interpretados por varios músicos. Dave Brockie se caracterizó como Oderus Urungus desde sus comienzos hasta su muerte en 2014. Urungus, nacido en el planeta Scumdogia, era el líder del conjunto, poseía un monstruoso pene llamado Cuttlefish of Ktulu —en español: Sepia de Cthulhu— y era hijo de un superordenador y una placa de Petri. Beefcake the Mighty ha sido representado por cuatro personas, de las cuales el primero fue el actual vocalista, Mike Bishop. Beefcake es originario del planeta Cholesterol, viste un casco romano y una armadura, y es descrito como «inmensamente furioso e inconmensurablemente violento».
Mike Derks interpreta a Balsac the Jaws of Death desde su llegada al grupo en 1988. Su personaje proviene de Ennui, tiene una trampa para osos por cara y patas de cabra. Brad Roberts se ha caracterizado de Jizmak Da Gusha desde 1989, un primo lejano de Balsac originario del planeta The Wide World of Sports que ingresó en Gwar tras la muerte de su antecesor, Nippleus Erectus. Flattus Maximus ha sido interpretado por cinco guitarristas, de los cuales el último fue Cory Smoot. Maximus es un nativo de Planet Home que se alimenta únicamente de vegetarianos y que forma parte de una tribu de guerreros brutales. Tras la muerte de Smoot, Flattus regresó a su planeta de origen y fue sustituido por su primo Pustulus; además otros miembros de la familia Maximus como Bubonis, Infectitcus y Fartacus colaboraron en el álbum Battle Maximus. Por su parte, Blothar, interpretado por Mike Bishop, quien ya se había caracterizado como el original Beefcake the Mighty; es un vikingo espacial habitante de Scumdogia, y tras estar congelado durante millones de años reemplazó a Urungus tras su desaparición. Por su parte, la vocalista femenina Vulvatron, es una valquiria proveniente del año 69 000 cuyos pechos expulsan sangre.
Fuera de los músicos principales, Gwar también se compone de una serie de miembros que participan en algunos álbumes o que actúan en sus conciertos. Entre ellos se encuentran Slymenstra Hymen (voz femenina en algunos de sus temas), Sexicutioner, BoneSnapper, Techno Destructo (uno de sus enemigos) o Sleazy P. Martini (mánager de la banda).

## Estilo musical
Gwar comenzó como una banda telonera de Death Piggy con la cual compartía miembros y género, en aquellos momentos hardcore punk. El éxito de las actuaciones del grupo llevó a que sus integrantes cesaran su actividad con Death Piggy y a centrarse en Gwar. Originalmente, sus influencias musicales estaban centradas en el heavy metal y de rock de agrupaciones como Motorhead, Slayer, Thin Lizzy y el punk rock de Misfits, Butthole Surfers y Black Flag. Su álbum debut, Hell-O, está direccionado hacia el punk; mientras que por su parte, su sucesor Scumdogs of the Universe, está orientado al thrash metal un estilo que a menudo se utiliza para describir a la música del conjunto. Su tercer trabajo, America Must Be Destroyed, destaca por incluir la balada «The Road Behind» que trata sobre la difícil situación de estar de gira. This Toilet Earth siguió con el sonido thrash, pero incluyó detalles funk inspirados por Faith No More y Frank Zappa. Carnival of Chaos fue su trabajo más ecléctico e incluye canciones de heavy metal, hard rock, country o jazz; este último género representado por el tema «Don't Need a Man», cantado por Slymenstra Hymen. War Party, a pesar de ser un álbum de sonido thrash es «relativamente melódico comparado con los demás trabajos de heavy metal publicados en 2004» y sus letras están llenas de referencias políticas. Por su parte, Beyond Hell es un trabajo conceptual caracterizado por estar orientado hacia la ópera rock.
A pesar de que en sus comienzos la música de Gwar era calificada como punk y posteriormente como thrash metal, el grupo también ha sido categorizado dentro de otros géneros como el horror metal, el shock rock por sus teatrales actuaciones, o el rock cómico por sus letras sexuales, obscenas y grotescas.

## Miembros

### Miembros actuales
- Balsac, the Jaws of Death (Mike Derks) - guitarra rítmica y coros (1988-actualidad)
- Jizmak Da Gusha (Brad Roberts) - batería (1989-actualidad)
- Beefcake the Mighty (Casey Orr) - bajo (1994-1997, 1999-2002, 2008-2011, 2019-actualidad)
- Pustulus Maximus (Brent Purgason) - guitarra líder y coros (2012-actualidad)
- Blothar (Mike Bishop) - voz principal (2014-actualidad)
- Sawborg Destructo (Matt Maguire) - coros (2014-actualidad)
- BoneSnapper (Bob Gorman) - coros (2014-actualidad)

### Miembros anteriores
| Guitarra rítmica - Balsac, the Jaws of Death - Steve Douglas (1984, 1987-1988) - Chris Bopst (1984-1987) - Barry Ward (1991) - Oderus Urungus - Dave Brockie (1984-1986) - Mr. Mágico - Russ Bahorsky (1984) - Stephen Sphincter (1985-1986) Batería - Sean Sumner (1984) - Hans Orifice - Jim Thomson (1985-1987, 1989) - Nippleus Erectus - Rob Mosby (1987-1988) - Lee Baeto (1989) | Voz principal - Oderus Urungus - Dave Brockie (1986-2014) - Joey Slutman (1985-1986) - Johnny Slutman (1984) - Vulvatron - Kim Dylla (2014-2015) Guitarra líder - Flattus Maximus - Tim Harriss (1986, 1998-1999) - Dewey Rowell (1987-1991) - Pete Lee (1991-1997) - Zach Blair (1999-2002) - Cory Smoot (2002-2011) Bajo - Balsac - Chris Bopst (1984-1987) - Beefcake the Mighty - Mike Bishop (1987-1993, 1998-1999) - Todd Evans (2002-2008) - Jamison Land (2011-2019) |

## Discografía
| - 1988: Hell-O - 1990: Scumdogs of the Universe - 1992: America Must Be Destroyed - 1994: This Toilet Earth | - 1995: Ragnarök - 1997: Carnival of Chaos - 1999: We Kill Everything - 2001: Violence Has Arrived - 2004: War Party | - 2006: Beyond Hell - 2009: Lust in Space - 2010: Bloody Pit of Horror - 2013: Battle Maximus - 2017: The Blood of Gods |

## Nominaciones

### Premios Grammy
| Año  | Trabajo nominado      | Categoría                            | Resultado |
| ---- | --------------------- | ------------------------------------ | --------- |
| 1993 | Phallus in Wonderland | Mejor video musical de formato largo | Nominado  |
| 1996 | «S.F.W.»              | Mejor interpretación de metal        | Nominado  |